# Curtis Sittenfeld
Elisabet Curtis Sittenfeld (Cincinnati, 1975) és una escriptora estatunidenca. És autora de tres novel·les: Prep, The Man of My Dreams, i American Wife, així com un bon nombre de contes.

## Orígens
Sittenfeld nasqué l'1 de gener de 1975 a Cincinnati, a l'estat d'Ohio (Estats Units), sent la segona de quatre germans (tres noies i un noi) de la unió de Paul G. Sittenfeld, un assessor d'inversions, i Elizabeth C. Sittenfeld, una professora d'història de l'art a l'Escola Seven Hills, un centre privat de Cincinnati.
Va cursar a l'Escola Seven Hills fins al vuitè curs, per després cursar els estudis superiors a l'Escola Groton, un internat de Groton, a l'estat de Massachusetts, graduant-se el 1993. L'any 1992, l'estiu abans d'acabar els estudis va guanyar el premi de ficció de la revista Seventeen.
Es va matricular a la Universitat de Vassar a Poughkeepsie, Nova York, abans de passar a la Universitat Stanford a Palo Alto, Califòrnia. A Stanford, estudià Creació Literària, escriví articles pel periòdic de la universitat, i edità una revista setmanal d'art. Alhora, fou escollida com una de les universitàries de l'any, segons la revista Glamour.